# SN 2006lb
SN 2006lb – supernowa typu Ia odkryta 20 października 2006 roku w galaktyce A031928-0019. W momencie odkrycia miała maksymalną jasność 20,90m.